# Raphaël Guerreiro
Raphaël Adelino José Guerreiro (Le Blanc-Mesnil, Pariz, 22. prosinca 1993.) portugalski je nogometaš koji trenutačno igra za njemački nogometni klub Bayern München i portugalsku nogometnu reprezentaciju. 
Guerreiro je započeo svoju karijeru u Caenu. Iz Caena je prešao u FC Lorient gdje je profesionalno debitirao u Ligue 1. Kasnije je prešao u dortmundsku Borussiju.
U 2014. godini je debitirao za portugalsku nogometnu reprezentaciju i našao je se na popisu portugalskog izbornika za nastup na Europsko prvenstvo u rodnoj zemlji.

## Klupska karijera

### Caen
Guerreiro je rođen u pariškom predgrađu Le Blanc-Mesnil kao dijete portugalskog oca i majke iz Francuske. Pridružio je se nogometnoj školi SM Caena s 14 godina u 2008. godini.
Guerreiro je profesionalno debitirao za Caen u sezoni 2012./13. u Ligue 2. Igrao je svakoj utakmici te sezone.

### Lorient
U lipnju 2013. godine je Guerreiro potpisao za prvogligaša FC Lorient. S Lorientom je lijevi bek potpisao četverogodišnji ugovor. Za Lorient je Guerreiro debitirao u kolovozu te godine u porazu protiv Lillea. U tom susretu je branič igrao 90 minuta. U studenom 2014. godine je Guerreiro zabio svoj prvi pogodak za Lorient protiv Paris Saint-Germaina, gdje je Lorient na kraju izgubio s 1:2. U 2014./15. seozni je Guerreiro postigao sedam golova. U listopadu 2015. godine je Guerreiro zabio prvi pogodak u derbiju protiv Stade Rennaisa. U zadnjoj sezoni je odigrao 34 od 38 utakmica.

### Borussia Dortmund
Portugalski reprezentativac potpisao je s njemačkim prvoligašem Borussia Dortmundom četverogodišnji ugovor u lipnju 2016. godine. Ugovor s Dortmundom Portugalca veže do 30. lipnja 2020. Protiv SV Darmstadta 98 je Guerreiro debitirao u Bundesligi u rujnu. Portugalski nogometaš izjavio je u studenom 2016. kako je odbio ponude Paris Saint-Germaina i FC Barcelone, u želji za u nekim drugim klubom, gdje je manja konkurencija.

## Reprezentativna karijera
Izbornik Fernando Santos je u studenom 2014. godine pozvao Guerreira za kvalifikacijsku utakmicu protiv Armenije i prijateljsku utakmicu protiv Argentine. Za portugalsku nogometnu reprezentaciju je debitirao u pobjedi protiv Armenije, a četiri dana kasnije je zabio svoj prvi gol Argentincima na Old Traffordu.

### Europsko prvenstvo 2016.
Portugalski nogometni izbornik objavio je u svibnju 2016. popis za nastup na Europsko prvenstvo u Francuskoj, na kojem se nalazio Guerreiro. U prvoj utakmici Portugala na Europskom prvenstvu je odigrao cijeli susret protiv Islanda. U finalu su nogometaši Portugala pobijedili Francusku na Stade de Franceu i došli do svog prvog naslova prvaka Europe. Portugal je došao do naslova prvaka Europe iako je na cijelom turniru upisao jednu pobjedu u 90 minuta, protiv Walesa u polufinalu. A Selecção je gotovo 100 minuta igrala bez svojeg kapetana Cristiana Ronalda, a pobjedu im je donio igrač s klupe Éder u 109. minuti utakmice. U momčadi Europskog prvenstva je se našao i Guerreiro zajedno s trojicom suigrača.

### Reprezentativni golovi
| Broj                                                             | Datum              | Stadion                            | Protivnik | Pogodak | Rezultat | Natjecanje   |
| ---------------------------------------------------------------- | ------------------ | ---------------------------------- | --------- | ------- | -------- | ------------ |
| 1.                                                               | 18. studenog 2014. | Old Trafford, Manchester, Engleska | Argentina | 1:0     | 1:0      | Prijateljska |
| 2.                                                               | 29. svibnja 2016.  | Estádio do Dragão, Porto, Portugal | Norveška  | 2:0     | 3:0      | Prijateljska |
| * Golovi u reprezentaciji zadnji su put ažurirani 1. rujna 2017. |                    |                                    |           |         |          |              |